# Шереметев, Дмитрий Александрович
Граф Дми́трий Алекса́ндрович Шереме́тев (1885—1963) — поручик Кавалергардского полка, камер-юнкер, масон.

## Биография
Сын графа Александра Дмитриевича Шереметева и жены его графини Марии Фёдоровны Гейден (1863—1939). Внук генерала от инфантерии Ф. Л. Гейдена.
Воспитывался в Санкт-Петербургской 3-й гимназии, курс которой окончил в 1904 году. 29 августа 1906 года поступил в кавалергарды и 9 августа 1907 года произведен был корнетом в Псковский драгунский полк, с прикомандированием к Кавалергардскому полку. После увольнения в запас был причислен к Государственной канцелярии. Во время Первой мировой войны служил в штабе Северного фронта.
В 1919 году эвакуировался в Константинополь. С 1920 года в эмиграции во Франции, жил в Париже. Занимался имущественными делами своих родных. Участвовал в церковных делах. Увлекался изучением разных религий, вопросами оккультизма, астрологии.
Член Объединения «Кавалергардская семья», в 1962—1963 участвовал в его собраниях.
С 1908 года был женат на Домне Алексеевне Бобринской (1886—1956), дочери графа А. А. Бобринского.
Скончался 23 декабря 1963 года в Париже.

## В масонстве
С начала 1920-х активно участвовал в деятельности русских масонских лож и организациях дополнительных степеней ДПШУ во Франции.
В разные годы занимал должности секретаря и оратора ложи «Астрея» № 500 Великой ложи Франции. Был членом-основателем ложи «Золотое руно» (ВЛФ). Член французской ложи «Международная дружба» (ВЛФ). Присоединился в 1925 году к ложе «Северное сияние» № 523 (ВЛФ).
Состоял в организациях дополнительных степеней. Занимал должности; эксперта ложи совершенствования «Друзья любомудрия» (4-14° ДПШУ), обрядоначальника, эксперта и руководителя Капитула «Астрея» (18° ДПШУ), выступал с докладами на собраниях. Возведён в 33° ДПШУ в 1938 году. Член Русского совета 33 степени. Обрядоначальник в 1939 году, канцлер с 12 мая 1939 года.